# Напо (река)
Напо (Napo) — река в Южной Америке (Эквадор, Перу), левый приток Амазонки. Длина 1130 км (из них 667 км — в Перу).
Берёт начало на восточных склонах эквадорских Анд близ вулкана Котопахи на высоте 4270 метров. Главные притоки: слева — Кока (река) и Агуарико, справа — Курэри. Разлив реки происходит в период с июня по август. В низовьях по ней проходят небольшие суда. На реке расположены 130 островов, покрытых молодыми лесами.